# Бокарєв Олександр Петрович
Олександр Петрович Бокарєв (нар. 5 квітня 1969, місто Кривий Ріг, Дніпропетровська область, УРСР) — радянський та український футболіст, воротар.

## Кар'єра гравця
Вихованець ДЮСШ «Кривбас» (Кривий Ріг). Перший тренер - К. Яшкін. У 1987 році зіграв один матч в складі криворізької команди. Після закінчення військової служби в 1991 продовжив кар'єру в команді «Кремінь» (Кременчук). Далі захищав ворота аматорських колективів. У період з 1993 по 1996 роки грав у першій лізі чемпіонату України в командах «Евіс», СК «Одеса» та «Поліграфтехніка».
Сезон 1997 року провів у саратовському «Соколі», але матчів за команду не зіграв. Після закінчення чемпіонату Росії-97 був виставлений на трансфер. В період міжсезоння тренувався в складі криворізького «Кривбасу», однак незадовго до відновлення чемпіонату України тренери команди вирішили вдатися до послуг більш досвідченого Валерія Городова з воронезького «Факела». У Бокарева був варіант продовження футбольної кар'єри в Китаї, однак він ним не скористався.
Кар'єру продовжив в Казахстані. Сезон 1998 року провів в клубі першої ліги «Томирис», де був помічений селекціонерами команди «Аксесс-Есиль», яка завоювала за підсумками турніру місце у вищому дивізіоні. Повернення петропавлівського клубу до вищої ліги після семирічної перерви видався тріумфальним. Боротьба за «золото» з «Іртишем-Бастау» завершилася лише за три тури до закінчення чемпіонату, коли «Аксесс-Есиль» несподівано програв кизилординському «Кайсару-Hurricane» з рахунком 1:2. «Аксесс-Есиль» здобув срібні медалі. Під час зимового міжсезоння Бокарев проходив перегляд у одеському «Чорноморці», але договір укладений не був. Воротар повернувся в «Аксесс-Есиль», який змінив назву на «Аксесс-Голден-Грейн». У сезоні 2000 року петропавловці знову стали другими, поступившись у «золотому матчі» команді «Женис» (Астана).
Наступної зими Бокарев проходить збори з тираспольським «Шерифом» і цього разу укладає контракт. За два не повних сезону в Молдові футболіст двічі стає чемпіоном країни (2000/01, 2001/02) і один раз володарем Кубка (2000/01).
У 2002 році повернувся в Україну. Продовжив кар'єру в аматорській команді КЗЕСО (Каховка), з якою став переможцем першості області (2002) і навіть називався кращим воротарем області сезону 2002 року.
У 2003 році повернувся до Кривого Рогу. У складі «Кривбасу» як резервний воротар провів півтора сезони, але на поле не виходив. Після завершення активної ігрової кар'єри став воротарем ветеранської команди «Гірник-Ветеран» (Кривий Ріг). Ставав чемпіоном області серед ветеранів, фіналістом Кубку України серед ветеранів (35+).

## Досягнення
Шериф
- Національний дивізіон Молдови
  -  Чемпіон (2): 2000/01, 2001/02

- Кубок Молдови
  -  Володар (1): 2000/01

Аксесс-Есиль/Аксесс-Голден-Грей
- Прем'єр-ліга
  -  Срібний призер (2): 1999, 2000

- Кубок Казахстану
  -  Фіналіст (1): 2000